# Gare de Gingelom
La gare de Gingelom est une ancienne gare ferroviaire belge de la ligne 36, de Bruxelles-Nord à Liège-Guillemins située au lieu-dit « Meer » (le marais, l’étang) sur la commune de Gingelom, dans la province de Limbourg en Région flamande. Elle est fermée aux voyageurs depuis 1984.

## Situation ferroviaire
La gare de Gingelom était située au point kilométrique (PK) 64 de la ligne 36, de Bruxelles-Nord à Liège-Guillemins entre la gare de Landen et celle, fermée, de Rosoux - Goyer.

## Histoire
L’administration des chemins de fer de l’État belge se voit confier en 1834 la construction d'une série de lignes partant de Malines, dont celle vers Liège et la frontière prussienne. Il n’est alors pas prévu de créer un embranchement vers la province de Limbourg (la ligne de Landen à Saint-Trond sera décrétée en 1837). La section de Tirlemont à Ans de la ligne Malines - Liège est mise en service le 2 avril 1838 et comprend un arrêt à Gingelom. Il s’agit alors d’une halte administrée depuis la station de Landen. La loi du 21 mai 1854 accorde un crédit de 12 000 francs pour un bâtiment des recettes, un magasin (entrepôt) et budgète aussi un réaménagement des voies.
Elle accède finalement au statut de gare le 1er novembre 1860 un bâtiment des recettes y aurait été construit la même année.
En 1898, la salle d'attente est agrandie et un entrepôt pour les marchandises est bâti.
Une usine sucrière, démolie dans les années 2020, se trouvait à proximité de la gare et possédait son propre raccordement ferroviaire. Une petite usine céréalière (Voeders Dossche) se trouvait en face de la gare et a disparu à la même époque.
Le nombre de voyageurs diminuant, elle redevient une halte. La SNCB supprime de nombreux arrêts de la ligne 36 entre Louvain et Waremme le 3 juin 1984.
Seul vestige de la gare : un souterrain a été réalisé lors de la seconde moitié du XXe siècle est toujours utilisable par les piétons pour traverser les voies. Un bâtiment de service aux parois recouvertes de PVC était également présent jusqu'à la fin des années 2010.

## Patrimoine ferroviaire
Le bâtiment des recettes de la gare de Gingelom correspondait à la variante de petite taille (quatre travées) du plan type standard des Chemins de fer de l’État belge (gares à pignons à redents). Rosoux - Goyer et Ezemaal sur la ligne 36 sont des exemples de bâtiments identiques également démolis depuis.
À Gingelom et Ezemaal, aucune photographie ne montrent le bâtiment avec ses pignons à redents (soit ils avaient déjà disparus ; soit ils ont d'emblée été bâtis avec des corniches lisses). Ils sont dotés d'une marquise de quai et encadrés par deux ailes basses à toit plat.